# Pistunina
Pistunina è una frazione costiera della II Circoscrizione del comune di Messina, distante circa 7 km a Sud dal centro cittadino.

Fino agli inizi degli anni settanta del XX secolo la sua economia si basava sull'agricoltura, soprattutto sulla coltivazione degli agrumi e la successiva trasformazione, mentre nel ventunesimo secolo è zona ad alta densità commerciale e di servizi.

## Il toponimo
Una delle ipotesi più accreditate è quella che il suo nome derivi da una storpiatura del termine di origine greca "Pistonera", cioè "Acqua fedele" da Pistos, "vero, fedele" e "neros" cioè "acqua".

## Storia
Il villaggio sorse in epoca bizantina sull'antico Dromo, la strada romana chiamata ancor oggi via Consolare Valeria.
 Durante gli scavi per la costruzione di un centro commerciale furono trovati i resti di una villa romana del I secolo d.C., chiamata Villa Melania, che attesta che la zona era abitata in epoca antica.
La chiesa intitolata a San Nicola di Bari fu costruita attorno al XVI secolo e distrutta dal terremoto del 1908, fu ricostruita tra gi anni venti e trenta del XX secolo.
 Una fiorente attività di coltivazione degli agrumi e del gelso, favorirono la nascita di attività artigianali legate alla produzione di essenze profumate e della seta.  
 La svolta industriale si ebbe nel XIX secolo, allorché l'industriale inglese Sanderson, impiantò un'industria agrumaria nei pressi della foce del torrente Zafferia. Lo stabilimento ebbe un rapidissimo sviluppo, tanto che l'attività serica fu totalmente abbandonata, in favore di quella più remunerativa della coltivazione degli agrumi. In seguito lo stabilimento venne rilevato dalla famiglia Bosurgi fino agli ultimi decenni del XX secolo, quando le mutate condizioni di mercato, decretarono la fine dell'attività agrumaria nella città di Messina.

## Economia
Pistunina è sede di numerosi insediamenti commerciali e di servizi pubblici.
L'espansione edilizia ha avuto un notevole incremento a monte della suddetta strada statale facendo raddoppiare in poco tempo la popolazione del villaggio.
Lo svincolo di San Filippo dell'Autostrada Messina-Catania ha favorito le comunicazioni per il centro della città e verso i comuni della fascia jonica del messinese.

Fino alla fine del ventesimo secolo l'industria di trasformazione agrumaria era il fiore all'occhiello dell'economia di Pistunina, i cui stabilimenti producevano ed esportavano i prodotti finiti in tutta l'Europa del Nord e in Sudamerica. Uno di essi era la più grande industria agrumaria dell'Italia meridionale.
La crisi del comparto, causata sì dalla forte concorrenza della Spagna e dei paesi del Nord Africa, ma soprattutto dall'uso di aromi artificiali sia nella profumeria che nell'industria delle bevande al posto delle essenze naturali, decretò la fine di quest'attività industriale che con il suo indotto aveva dato lavoro a migliaia di persone per oltre un centinaio di anni.

## Luoghi di Culto
Parrocchia di San Nicola di Bari ricostruita tra gli anni venti e trenta del XX secolo, sullo stesso sito della precedente edificata nel XVI secolo e distrutta dal terremoto del 1908.

## Manifestazioni religiose
Festa del Patrono S. Nicolò di Bari - 6 dicembre.
I festeggiamenti vengono curati dalla locale Confraternita con la collaborazione dei devoti.

## Infrastrutture e trasporti
Il nucleo storico è attraversato in lunghezza dalla via Consolare Valeria, antica strada romana; attraversata dalla ex strada statale 114, fra il 1892 e il 1951 Pistunia era servita dalla tranvia Messina-Giampilieri della SATS, elettrificata nel 1917.
Nella medesima località è presente una fermata del servizio ferroviario suburbano Messina-Giampilieri svolto da Trenitalia nell'ambito del contratto di servizio stipulato con la Regione Siciliana lungo la Ferrovia Messina-Siracusa, che attraversa la località nella fascia di terreno compreso tra la spiaggia e la vecchia Nazionale.